# 克罗宗半岛
克罗宗半岛（法語：Presqu'île de Crozon，法語發音：[pʁɛskil də kʁozɔ̃]）是法国布列塔尼大區菲尼斯泰尔省最西端的一个半岛，位于布雷斯特和坎佩尔之间。该半岛是阿摩里卡地区自然公园的一部分，是布列塔尼唯一的自然公园。